# S-75 드비나
S-75는 소비에트 연방의 파켈 기계설계국에서 설계한 고고도 지령유도식 지대공 미사일 체계이다. 1957년 처음 배치된 이래 이 체계는 역사상 가장 광범위하게 배치된 체계가 되었다. 나토에는 SA-2 가이드라인으로 보고되었다.
1960년 S-75 포대가 소련 영공에서 CIA의 U-2 정찰기를 격추하여 유명세를 탔다. 이 후 월남전에서 북베트남군이 하노이와 하이퐁을 방어하기 위해 널리 쓰여졌다. 중국에서는 HQ-1과 HQ-2라는 이름으로 생산되었고 다른국가에서도 여러 가지 개량형과 변종이 생산되었다.

## 역사

### 개발

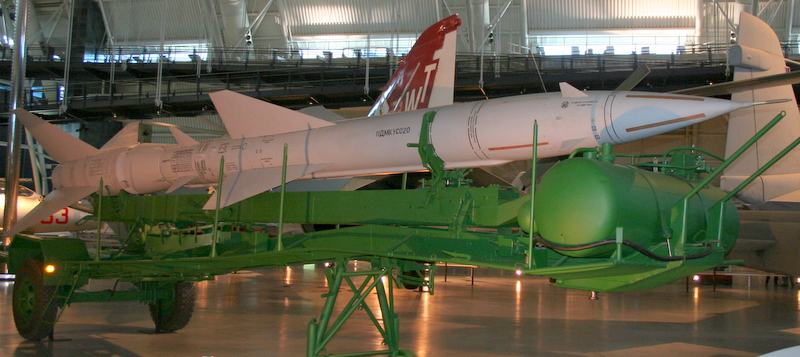
국립항공우주박물관에 전시된 S-75

1950년대 초, 미공군은 핵무기탑재 장거리 제트 폭격기 개발에 계속하여 박차를 가했다. 미공군은 공중급유로 B-47 스트라토제트 폭격기의 작전반경을 늘려 소련 영공깊숙히 침투하도록 배치하기에 이르렀다. 뒤이어 미공군은 B-47을 능가하는 항속거리와 폭장량을 지닌 B-52의 개발을 빠르게 개시했다. 이러한 미국 폭격기 세력의 항속거리와 속도 그리고 폭장량은 유사시 소련에 심각한 위협이 되었다.

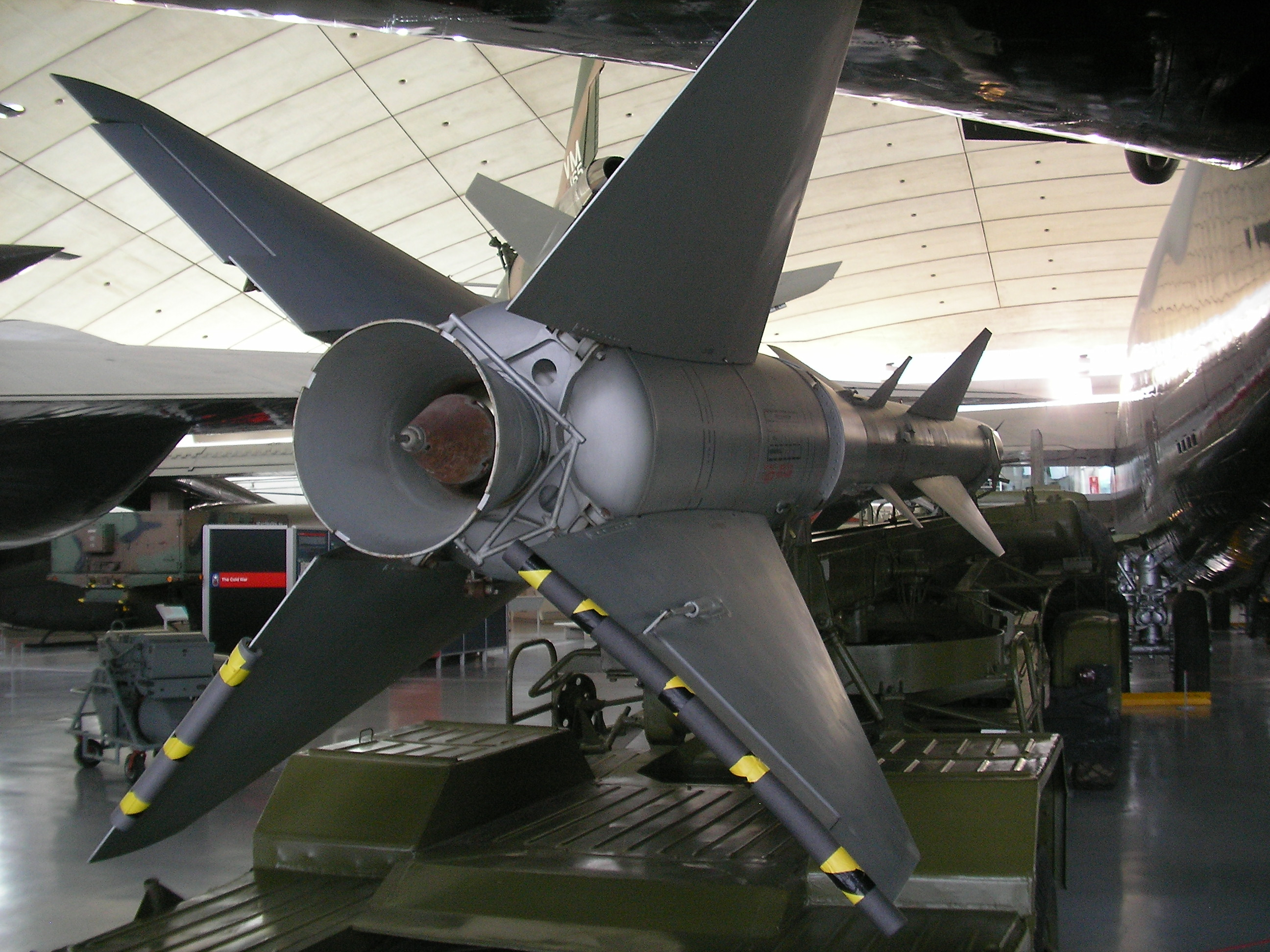
덕스포드 제국 전쟁박물관에 전시된 S-75의 고체추진 부스터 노즐

그에 대한 대책으로, 소련은 신형 방공시스템의 개발을 시작하기에 이르렀다. 비록 소련 방공군은 레이다로 지시되는 포대를 포함한 방대한 숫자의 대공포를 보유하고 있었지만 고고도 제트 폭격기에 대한 한계는 명백했다. 그래서,소련 방공군은 2차 대전기의 낡은 대공포 중심의 방공체계를 대체할 미사일 체계를 개발하기 시작했다.
1953년, 라보츠킨 설계국은 피터 그루신의 책임하에 후일 S-75로 불리는 체계의 개발을 시작했다. 이 계획은 고고도를 비행하는 저기동성의 대형 기체를 격추하는 미사일을 개발하는 것에 목표를 두고 있었다. 이러한 목표에는 고기동성이 요구되지 않았기 때문에, 단지 빠르고 항공기의 대응책에 저항할 수 있는 능력만 있으면 충분했다. 이 선구적인 체계의 개발과정은 몇년간 지속되었고, 1957년 마침내 그 해 모스크바의 노동절 퍼레이드에서 일반에 공개되었다.

### 초기 배치
대규모 배치는 1957년부터 시작되었고, 수년간 많은 개량이 이루어졌다. S-75는 모스크바 근교에 배치된 S-25 베르쿠트 지대공 미사일 포대들을 대체하려고 만들어진 것이 아니었지만, 130mm KS-30과 100mm KS-19와 같은 고고도 대공포들을 대체했다. 1958년 중반에서 1964년 사이 미정보당국은 소련영내에서 600개 이상의 S-75포대를 파악했다. 이 포대들은 인구밀집지역, 산업단지와 행정시설에 밀집배치되었다. 또한 동심원상으로 배치된 포대들이 소련 심장부로 향하는 폭격기의 경로를 따라 배치되었다. 1960년대 중반까지 1,000개 이상의 작전포대를 배치하는 것으로 배치를 끝마쳤다.
소련 이외에, 몇몇 S-75 포대들이 1960년대 동독 주둔 소련군의 보호를 위해 동독에 전개 되었다. 차후 동체계는 대부분의 바르샤바 조약 국가들에 팔렸고 중국, 북조선, 북베트남에 공급되었다.

### 실전 기록

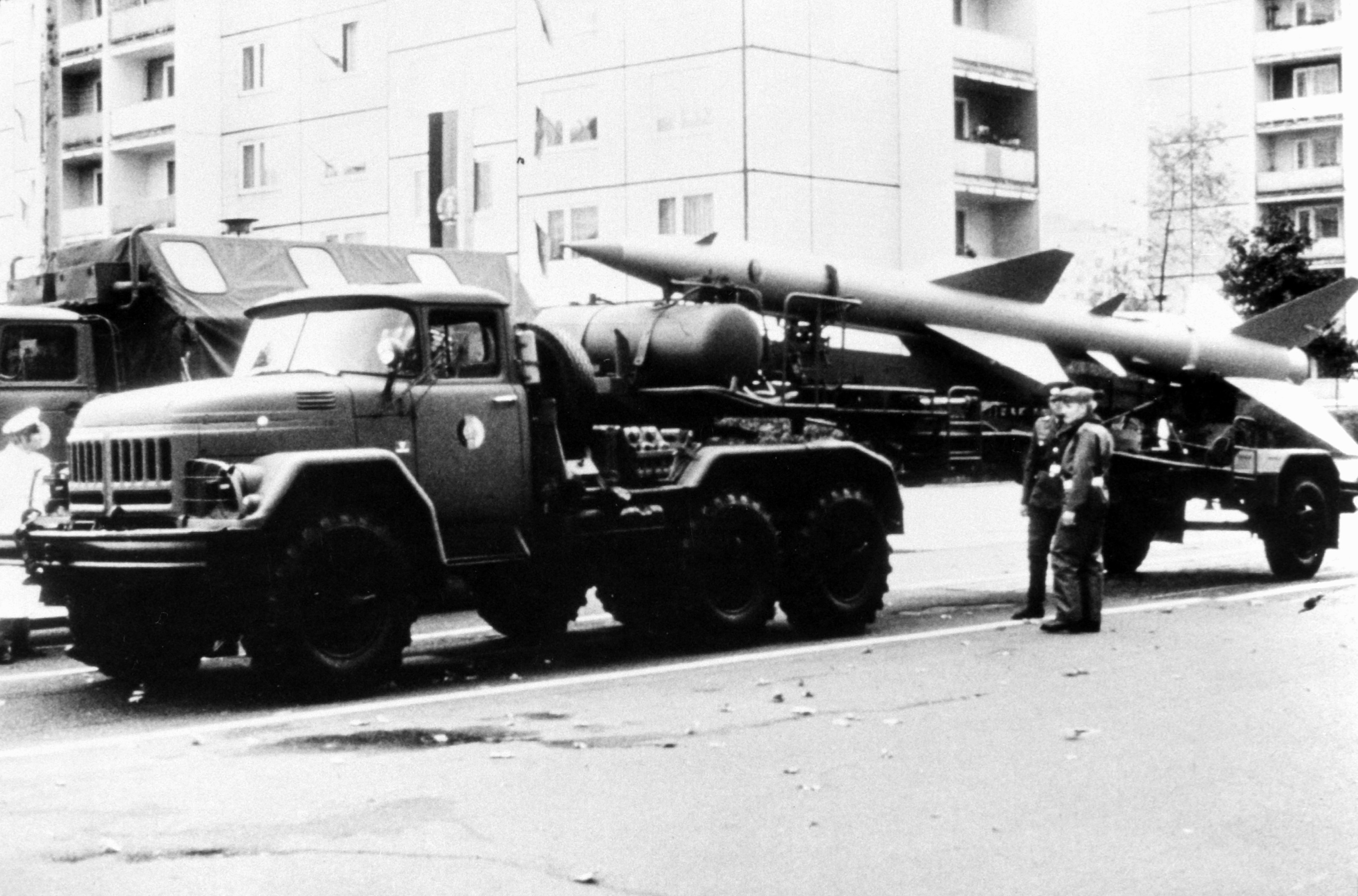
수송중인 S-75

1960년 소련 영공에서 프랜시스 개리 파워스의 U-2기가 격추된 U-2기 사건이 처음으로 S-75를 유명하게 만들어주었지만, S-75에 의해 처음으로 격추된 항공기는 대만의 RB-57 고고도 정찰기이다. 이 항공기는 베이징근처에 배치된 중국의 S-75포대에 의해 1959년 10월 7일에 격추되었다. 몇 년간 중화민국 공군은 RB-57 2대와 무인기 여러대 등, 몇대의 기체를 S-75에 의해 잃은 것으로 보여진다. 1960년 5월 1일, 개리 파워스의 U-2기가 예카테린부르크근처의 시험 포대 상공을 비행하던 중 격추당했다. 또한 중국의 S-75가 몇대의 대만공군이 조종하는 U-2기를 격추했다고 여겨진다.
1962년 쿠바 미사일 사태 동안, 미국 공군의 루돌프 앤더슨 소령의 U-2기가 쿠바 영공에서 격추되었다.
1965년 당시의 북베트남은 미국의 항공세력에 완전 무방비 상태로 노출되어 있어 소련에게 도움을 요청했다. 미국의 손에 들어가 분석 당할 위험이 컸기에 결정은 쉽지 않았지만, 몇차례의 토론 끝에 베트남인민군에 S-75 체계를 공급하기로 결정했다. 포대의 준비는 그해 초에 시작되었고 미국의 정보망은 1965년 4월 5일, 그 계획을 즉시 알아챘다. 군사전략가들은 미사일 포대가 작전가능해 지기 전에 공격해야 한다고 주장했지만, 소련 기술진의 죽음이 불러올 파급을 두려워한 정치가들에 의해 거부되었다.

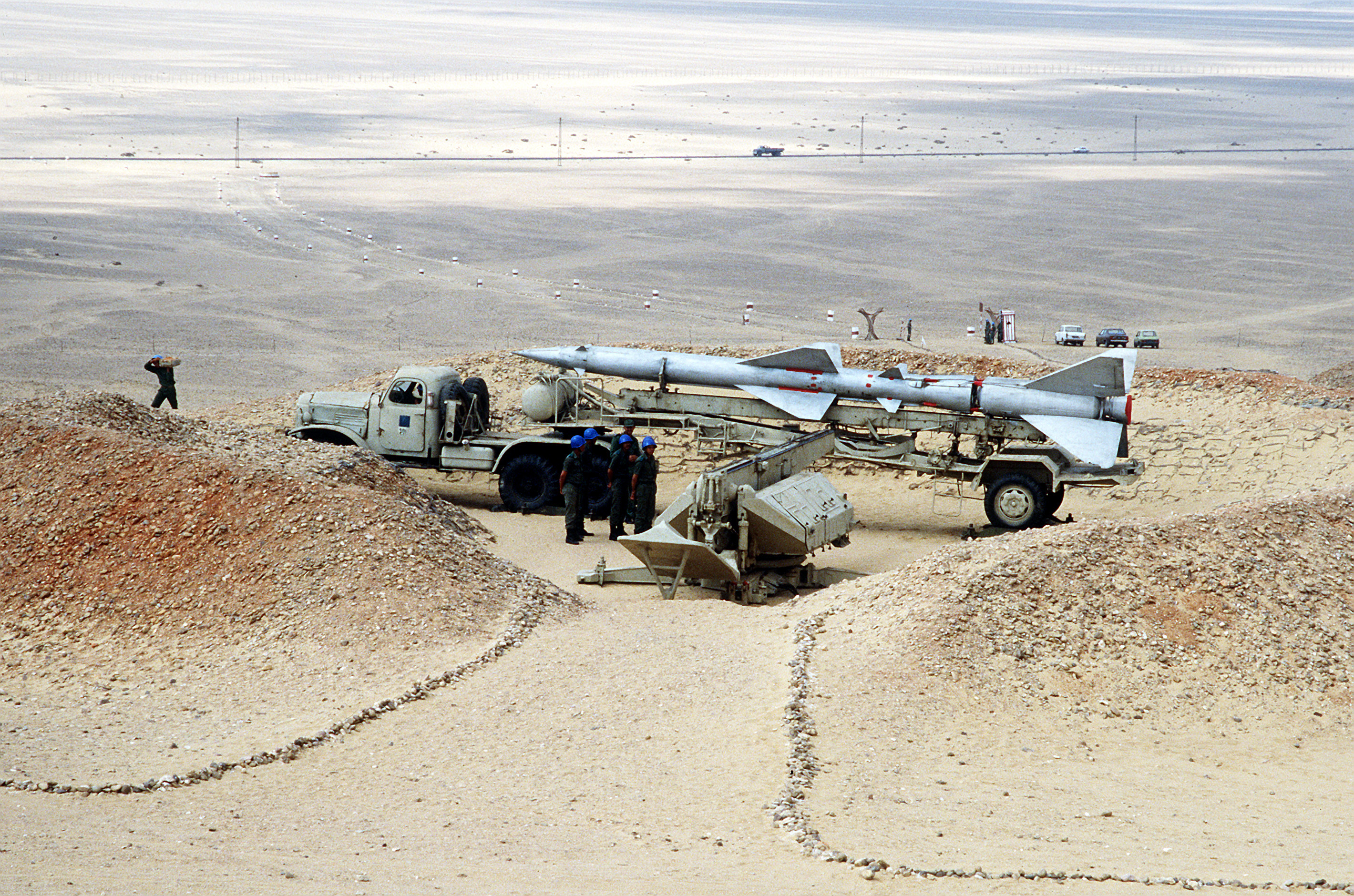
1985년의 이집트의 S-75.

1965년 7월 23일, 미해군 F-4B 전투기가 격추되었다. 미국은 3일 후 아이언 핸드 작전으로 다른 포대가 작전을 개시하기 전에 공격했다. 대부분의 S-75가 하노이-하이퐁 지역에 배치되어 있었고 그리하여 정치적인 이유로 공격엔 많은 제한이 있었다. 린든 존슨 대통령은 다른 포대를 다음주에 공격할 것이라고 TV에 공개했다. 베트남은 미사일을 제거하고 더미로 대체하는 동시에, 가용한 모든 대공포를 접근로에 배치했다. 이 전술은 성공하여 미국의 희생을 강요했다.
이 체계는 전 세계적으로, 특히 중동지역에서 많이 사용되었다. 이집트와 시리아는 이스라엘 공군을 방어하기 위한 방공망의 일부로 사용하여 많은 이스라엘의 항공기를 격추했다. 마지막 실전기록은 1993년 3월 19일 1992년 압하지아 전쟁 당시 그루지아의 미사일이 러시아의 Su-27 전투기를 구다우타 근처에서 격추한 것이다.
표준적인 S-75는 지상 목표물에 대해서도 사용할 수 있었고, 운용자에게 어떻게 미사일을 조준하는지 교육하였다. 최근의 사진들은 이란의 S-75들이 지대지 모드로 발사되었다는 것을 보여준다.

### 대응책과 대대응책
수년간 미국은 S-75에 대한 많은 해결책을 찾아냈다. 해군은 곧 쉬라이크 미사일을 배치하여 10월에 이 들 S-75포대에 대한 첫 공세를 개시했다. 공군은 조기경보레이다를 먹통으로 만드는 강력한 기만기를 장착한 B-66 디스트로이어 폭격기를 운용했고, 거리측정레이다에 대항한 전투기용의 작은 기만용 포드를 개발했다. 후에 S-75 사이트에 쉬라이크 미사일을 발사할 와일드 위즐기에 장착할 기만기와 ECM시스템도 개발했다.
소련과 베트남은 이러한 몇가지 전술에 적응할 수 있었다. 소련은 ECM 저항력을 향상시키기 위해 몇차례 레이다를 개량했다. 또한 수동 유도모드를 도입하여 기만기 자체를 록온할 수 있도록 하였다. 이것은 또 하나의 장점을 제공했는데, 교전중에 레이다가 꺼져있을 수 있게 되어 슈라이크 미사일의 발사를 방지할 수 있었다. 게다가, 쉬라이크 미사일과 교전하기 위한 몇가지 새로운 전술도 개발되었다. 그 중 하나는 레이다를 측면으로 향하게 하고 계속해서 껏다 켰다하는 것이다. 쉬라이크가 원시적인 대방사 미사일이었기 때문에 레이다에서 방출되는 빔을 따라 일직선으로 향할 뿐이었고 도중에 신호가 소실될 경우(레이다가 꺼질 경우) 간단히 무력화되었다. 다른 하나는 "가짜 발사"로 이것은 추적 레이다가 켜져 있지만 미사일이 발사되지 않을 경우로, 이것은 미사일 운용자들이 목표가 쉬라이크 미사일을 장비하고 있는지를 판별하게 해 주었다. 만약 항공기가 발사한다면, 다른 미사일을 소모할 필요없이 위의 방법으로 무력화 할 수 있다.
이러한 이점에도 불구하고, 미국은 B-52E에 위한 효과적인 ECM 장비를 개발했다. 이 항공기는 상대적으로 적은 손실로 하노이를 공습했다.(많은 우려가 있긴하였지만, 라인백커 II 작전 참조).

### 대체 체계
1980년대 들어, 소련 방공군은 S-75 체계를 훨씬 뛰어난 S-300 체계로 교체하기 시작했다. 오늘날에는 수백개 포대만이 남아있고, 또한 4,600대 이상의 미사일이 러시아에 남아있지만, 이것들도 1993년 후반 현대화 개수를 받은 것으로 생각된다. 피터 그루신은 S-75(SA-2) 개발로 사회주의 노동영웅 훈장을 받았다. S-300 개발로 두번째 사회주의 노동영웅 훈장을 받았다. 그만큼 두 시스템의 성능이 뛰어나다는 의미이다.
S-75체계는 세계적으로 널리 퍼져, 35개 국에서 아직도 어느정도 운용중이다. 베트남과 이집트는 280기로 가장 많은 수를 배치하였고, 북한은 270기, 폴란드는 240기를 배치하였다. 중국 또한 S-75의 자체개량형인 HQ-2를 상대적으로 많은 숫자를 배치하였다.

## 특성

### 소련의 운용 교리
소련은 표준적인 구조의 S-75 부대들을 운용하였다. S-75를 운용한 다른 국가는 이 구조를 수정하였다. 일반적인 S-75 부대는 3개의 대대를 가진 연대급 부대로 조직되어 있다. 연대 본부는 조기경보레이다를 운용하고 하위 제대와 협조하여 작전한다. 대대는 몇 개의 표적 획득 레이다를 가진 몇 개의 포대들을 가지고 있다.

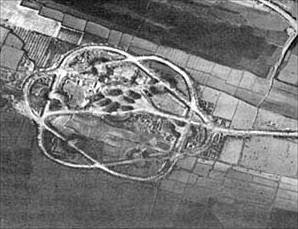
북베트남의 S-75 포대. 8각형 패턴의 구조는 항공 정찰에 쉽게 노출되었다.; 이러한 이유로 북베트남은 이러한 구조를 버렸다.

### 미사일
V-750 미사일은 고체연료 부스터와 적연소산을 산화제로 쓴 등유 연료의 적재가능한 2단계 액체 연료 추진체로 구성되어 있다. 1단 부스터는 4-5초 동안 연소하고, 그 후 주 엔진이 22 동안 연소하며 미사일을 약 마하 3까지 가속 시킨다. 1단 추진체에는 롤링 제어 목적으로 작은 조종판이 달린 끝이 잘린 4개의 커다란 삼각익 날개가 부착되어 있고, 2단 추진체 중간부근에는 끝단에 조종판을 가진 끝이 잘린 1단계 보다 작은 삼각날개가 달려있고, 더 소형의 핀들이 노즈부에 있다(대부분의 형식).
미사일은 포대의 유도 컴퓨터가 3개의 채널로 지시하는 무선 전파로 유도된다. 초기의 S-75는 전방 날개의 4개의 작은 안테나를 통해 수신했으나 D형 이후에서는 전방과 중앙의 날개 사이에 위치한 4개의 더욱 큰 노출된 안테나로 수신한다. S-75 포대의 유도 체계는 한번에 오직 하나의 표적과 교전할 수 있으나 하나의 표적에 대해 3기의 미사일을 통제할 수 있다. 같은 표적에 대한 추가 발사는 첫 번째 일제 사격한 미사일 중 하나가 소진 되거나 전파 채널이 비게 된다면 발사가 가능하다.
미사일은 일반적으로 근접 혹은 접촉, 지령 신관을 장착한 195 kg (430 lb) 파편 탄두를 탑재하고 있다. 탄두의 폭파 위험반경은 저고도에서 65 m (215 ft)이지만, 고고도에서는 공기밀도가 더 낮기 때문에 더 넓은 250 m (820 ft)의 폭파 위험반경을 가진다. 미사일의 정확도는 75 m (250 ft) 정도이므로 하나의 표적에 대해 두 발의 미사일을 발사한다. SA-2E의 경우 15 킬로톤의 위력을 가진 295 kg (650 lb)의 핵탄두나 같은 무게의 통상탄두를 장착할 수 있다.
미사일의 일반적인 사거리는 45 km (30 miles)이고, 최대고도는 20,000 m (60,000 ft)이다. 레이다와 유도 체계는 꽤 긴 500-1,000 m (3,000 ft)의 교전금지거리를 부과하고 있어 저고도에서도 꽤 안전하게 교전할 수 있다.
S-75체계의 미사일
| 미사일         | 공장 색인    | 특성 |
| -------------- | ------------ | --- |
| V-750          | 1D           | 사거리 7 - 29 km, 고도 3000 - 23000 m                                                                             |
| V-750V         | 11D          | 사거리 7 - 29 km, 고도 3000 - 25000 m, 무게 2163 kg, 길이 10726 mm, 탄두 무게 190 kg, 지름 500 / 654 mm           |
| V-750VK        | 11D          | 개량형 미사일 |
| V-750VM        | 11DM         | 홈온잼 기능을 가짐                                                                                                |
| V-750VM        | 11DU         | 개량형 미사일 |
| V-750VM        | 11DА         | 개량형 미사일 |
| V-750M         | 20ТD         | 상세히 알려진 정보가 없음                                                                                         |
| V-750SM        | -            | 상세히 알려진 정보가 없음                                                                                         |
| V-750VN        | 13D          | 사거리 7 - 29/34 km, 고도 3000 - 25000/27000 m, 길이 10841 mm                                                     |
| -              | 13DА         | 무게 191 kg의 신형탄두 장착                                                                                       |
| V-750АK        | -            | 상세히 알려진 정보가 없음                                                                                         |
| V-753          | 13DM         | 해상용 M-2 볼호프-M (SA-N-2 가이드라인)용 미사일                                                                  |
| V-755          | 20D          | 사거리 7 - 43 km, 고도 3000 - 30000 m, 무게 2360 - 2396 kg, 길이 10778 mm, 탄두 무게 196 kg                       |
| V-755          | 20DP         | Missile for firing on passive flight-line, 사거리 능동 7 - 45 km, 수동 56 km, 고도 300 - 30000 (35000) m          |
| V-755          | 20DА         | 보증 기간이 경과한 미사일을 20DS로 개수                                                                           |
| V-755OV        | 20DO         | 공기 샘플 수집 |
| V-755U         | 20DS         | 저고도에서 선택적 차단 (200 m 이하), 고도 100 - 30000 / 35000 m                                                   |
| V-755U         | 20DSU        | 저고도에서 선택적 차단 (200 m 이하) 및 발사 준비시간 단축, 고도 100 - 30000 / 35000 m                             |
| V-755U         | 20DU         | 발사 준비시간 단축                                                                                                |
| V-759          | 5Ja23 (5V23) | 사거리 6 - 56 (혹은 60 or 66) km, 고도 100 - 30000 / 35000 m, 무게 2406 kg, 길이 10806 mm, 탄두 무게 197 - 201 kg |
| V-760          | 15D          | 핵탄두 장착 미사일                                                                                                |
| V-760V         | 5V29         | 핵탄두 장착 미사일                                                                                                |
| V-750IR        | -            | 펄스 전파 신관 |
| V-750N         | -            | 시험용 미사일 |
| V-750P         | -            | 시제 미사일 - 회전익                                                                                              |
| V-751          | KM           | 시제 미사일 - 비행 정보 수집                                                                                      |
| V-752          | -            | 시제 미사일 - 부스터가 측면에 배치                                                                                |
| V-754          | -            | 시제 미사일 - 반능동 유도 방식                                                                                    |
| V-757          | 17D          | 시제 미사일 - 스크램젯                                                                                            |
| -              | 18D          | 시제 미사일 - 스크램젯                                                                                            |
| V-757Kr        | 3M10         | 시제 미사일 - 2K11 크루그 (SA-4 가네프)                                                                           |
| V-758 (5 JaGG) | 22D          | 시제 미사일 - 삼단 추진 미사일, 무게 3200 kg, 속도 4,8 M (= 1560 m/s = 5760 km/h)                                 |
| Korshun        | -            | 표적 미사일 |
| RM-75MV        | -            | 표적 미사일 - 저고도                                                                                              |
| RM-75V         | -            | 표적 미사일 - 고고도                                                                                              |
| Sinitsa-23     | 5Ja23        | 표적 미사일 |

### 레이다

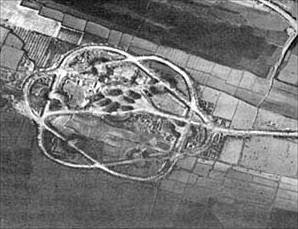
SNR-75 레이다(왼쪽)와 SNR-125처럼 보이는 레이다

S-75 대대는 먼저 탐지거리가 275km인 P-12(나토 코드:스푼 레스트) 조기 경보 레이다를 사용한다. P-12 레이다는 다가오는 항공기의 정보를 표젹 획득용의 SNR-75(나토 코드:팬 송) 사격통제 레이다에 넘겨주게 된다. 65 km의 추적거리를 가지는 이 레이다는 표적의 추적하고 미사일을 유도한다. SNR-75 레이다는 서로 다른 주파수로 동작하는 두개의 안테나로 구성되어 있는데 하나는 고도 정보를 또 다른 하나는 방위 정보를 다룬다.
S-75 연대의 본부에는 P-12 레이다 이외에도 P-15(나토 코드: 플랫 페이스) 장거리 C 밴드 레이다와 PRV-11(나토 코드: 사이드 넷) 고도 측정 레이다가 사용된다. 이 레이다에서 얻은 정보는 대대의 P-12 운용자에게 전달되어 유기적인 작전을 할 수 있게 한다.
초기의 S-75는 P-8(나토 코드: 나이프 레스트)라 조기경보 레이다를 사용하였지만 거의 교체되었다. 그러나 오래된 포대에선 간혹 발견되곤 한다.

### 주요 개량형
대공미사일 체계의 개량은 일반적으로 신형 미사일, 레이다, 오퍼레이팅 콘솔의 조합으로 이루어진다. 보통 미사일의 개량은 미사일의 성능을 이끌어내기 위해 다른 구성 요소의 변경을 가속화 한다. 그러므로 소련이 신형 S-75를 내놓는다면 미사일의 사거리와 고도를 바쳐줄 신형 레이다가 필요하다.
- SA-2A; S-75 드비나(Двина - 드비나강에서 따왔음) 팬 송-A 유도 레이다와 V-750 혹은 V-750V 미사일로 구성. 선행 개발은 1957년에 시작되었다. 미사일과 부스터의 길이는 10.6 m (34.8 ft), 부스터의 직경은 0.65 m (25.5 in), 미사일의 직경은 0.5 m (19.7 in). 발사 중량은 2287 kg (5,041 lb). 미사일의 최대 유효 사거리는 30 km (19 miles), 최소 사거리 8 km (5 miles) 50에서 25,000 m (1,500-82,000 ft) 사이의 공간을 요격.
- SA-N-2A; S-75M-2 볼호프-M(Волхов - 볼호프강에서 따왔음): 스베르들로프급 순양함 드제르진스키에 장착된 해상형 버전. 일반적으로 비성공적으로 평가되며 다른 함에는 장착되지 않았다..
- SA-2B; S-75 데스나(Десна - 데스나강에서 따왔음). 이 형식은 팬 송-B 레이다와 V-750VK와 V-750VN 미사일로 구성. 두 번째 배치형, B형은 1959년에 배치되었다. 훨씬 강력한 부스터 덕택에 미사일은 10.8m로 A형 보다 훨씬 길다. SA-2B는 500 m에서 30 km (1,640-98,450 ft) 사이, 사거리 34 km (21 miles)이내의 표적과 교전 할 수 있다.

- SA-2C; S-75M 볼호프. 팬 송-C 레이다와 개량된 V-750M미사일이 조합된 체계. 개량된 -2B는 1961에 배치되었다. V-750M은 V-750VK/V-750VN와 비슷한 모양이지만, 최대 사거리는 43 km (27 miles)로 늘었고 최소고도는 400 m (1,312 ft)로 줄었다.
- SA-2D; 팬 송-E 레이다와 V-750SM 미사일로 조합된 체계. V-750SM은 노즈부에 신형안테나와 기압계가 있어 구형과는 큰 차이를 보인다. 주모터 케이스에 몇가지 차이가 더 있다. 미사일의 길이는 10.8 m (35.4 ft)이고 S-75M과 동일한 직경을 가지고 있지만 무게는 2450 kg (5,400 lb)로 늘었다. 유효사거리는 43 km (27 miles), 최소사거리는 6 km (4 miles) 교전 가능 고도는 250에서 25000 m (820-82,000 ft)이다. 향상된 항공기의 ECM능력에 대항해 레이다와 안테나를 개량하여 극심한 방해 상황에서도 운용가능하도록 개량된 형식.
- SA-2E: 팬 송-E 레이다와 V-750AK 미사일로 구성. 로켓부는 D형과 유사하지만, 구근형 탄두부에는 구형 미사일의 전방 날개가 없다. SA-2E는 11.2 m (36.7 ft)길이에 몸체 직경은 0.5 m (19.7 in)이고 발사시 무게는 2450 kg (5,400 lb)이다. 미사일에는 지령 폭파식의 15 kt의 핵탄두나 295 kg (650 lb)의 통산 HE 탄두를 장착할 수 있다.
- SA-2F: 팬 송-F 레이다와 V-750SM 미사일로 구성. 베트남과 6일 전쟁에서 재밍에 의해 S-75가 완전히 무용지물이 되는 것을 보고 기존의 체계들은 광대역 신틸레이션 재밍을 무시하도록 도와주는 새로운 레이다 체계로 재빨리 업그레이드 되었다. 유도 체계에는 실패했을 때를 대비한 광학 체계(한정적인 용도)뿐만 아니라 재머를 탑재한 항공기를 공격하도록 홈-온-잼 모드를 포함하고 있다. F형은 1968년에 개발을 시작하여 그 해 말 소련에서부터 배치되기 시작되었다. 베트남에서는 1970년 후반부터 선적되었다.
- SA-2 FC: 중국의 최후기형. 6개의 표적을 동시에 추적할 수 있으며 3개의 미사일을 동시에 통제할 수 있다.
- S-75M 볼가(С-75М Волга - 볼가강에서 따왔음). 1995년 개발형.

앞서 언급한대로 많은 운용국가에서 자체적으로 개수한 형식이 다수 존재한다.

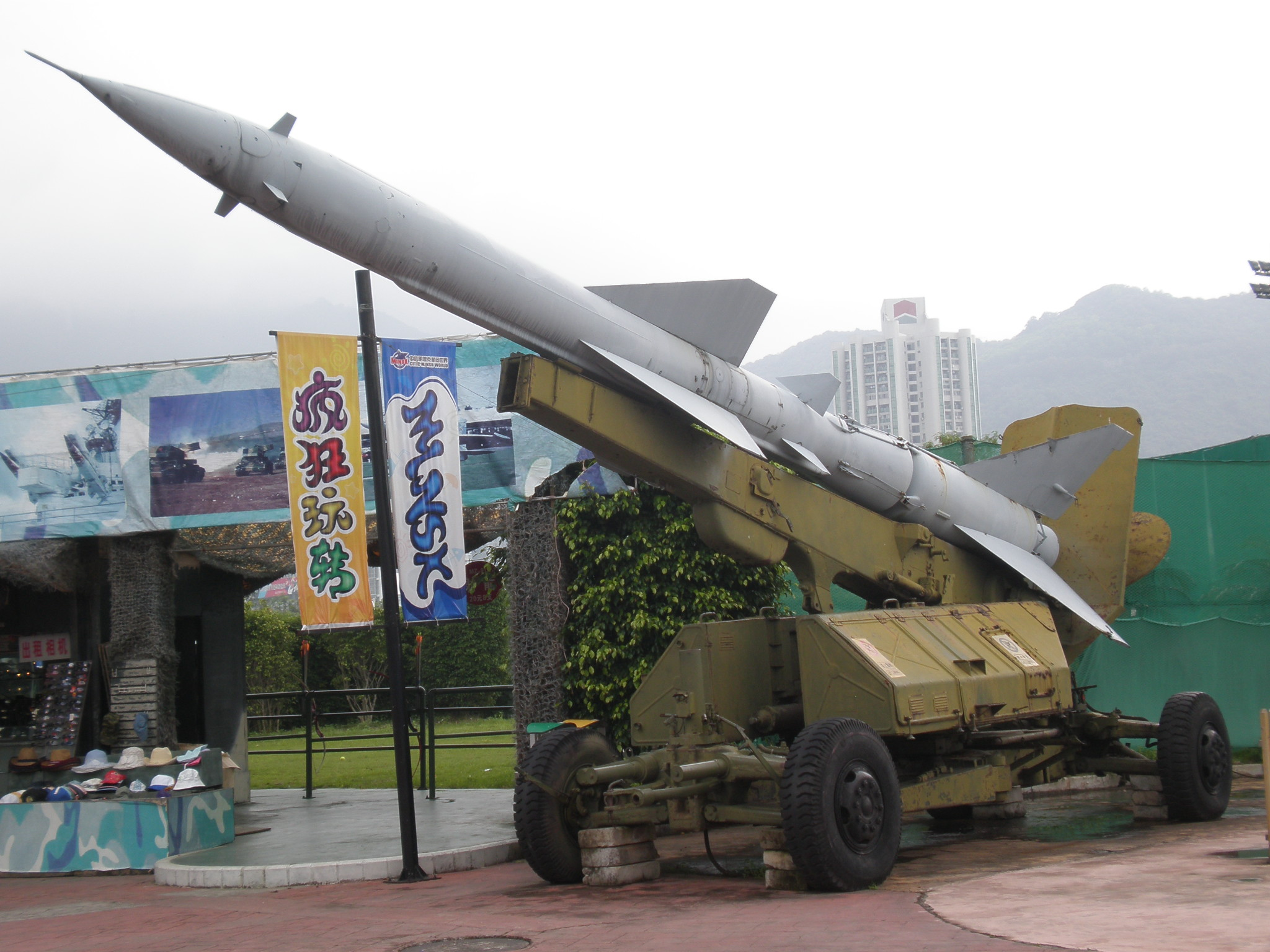
중국 선전의 민스크 월드에 전시된 HQ-2

- HQ-1 (红旗, 홍기): 중화민국 공군 흑묘중대의 U-2기에 장착된 System-12 ECM장비에 대응하기 위한 ECCM시스템을 추가한 중국형 S-75.
- HQ-2: 중화민국 공군 흑묘중대에 배치된 U-2기에 장착된 System-13 ECM장비에 대응하기 위해 개량된 HQ-1. 개량된 HQ-2는 아직도 현역에 남아있다.최후기형은 115km와 80km의 다중의 목표와 동시에 추적 · 교전 할 수 있는 SJ-202 수동 위상 배열 레이다를 사용한다. 다기능 SJ-202의 적용은 단일한 기능을 가지는 다수의 레이다를 사용할 필요가 없어져 HQ-2 방공시스템의 전체적인 성능을 향상 시켰다. 무인표적기형은 BA-6이다.

## 북한
1980년대 러시아는 S-75를 S-300으로 교체하기 시작했다. 북한은 S-75 270대를 보유한 것으로 알려졌는데, 최근 S-300을 열병식에 내놓고 있다. 번개 5호라고 부른다.
북한은 2016년 4월 번개 5호로 불리는 장거리 지대공 무기를 처음 공개했다. 사거리 150 km로 사거리 45 km인 S-75 보다 3배나 길어졌다.
2019년 9월 5일, 조광무역회사 홈페이지에, 번개 5호를 5100만 달러(약 612억1000만원)에 판매중이다. 해외에 수출할 정도로 북한 국내에서 생산해, 대량생산을 하고 있다는 의미로 추정할 수 있다.
2020년 10월 10일, 조선로동당 창건일 열병식에 번개 5호가 등장했는데, 전문가들은 기존보다 KN-06의 이동식발사차량(TEL)이 개량된 것으로 추정했다.

## 사용국가

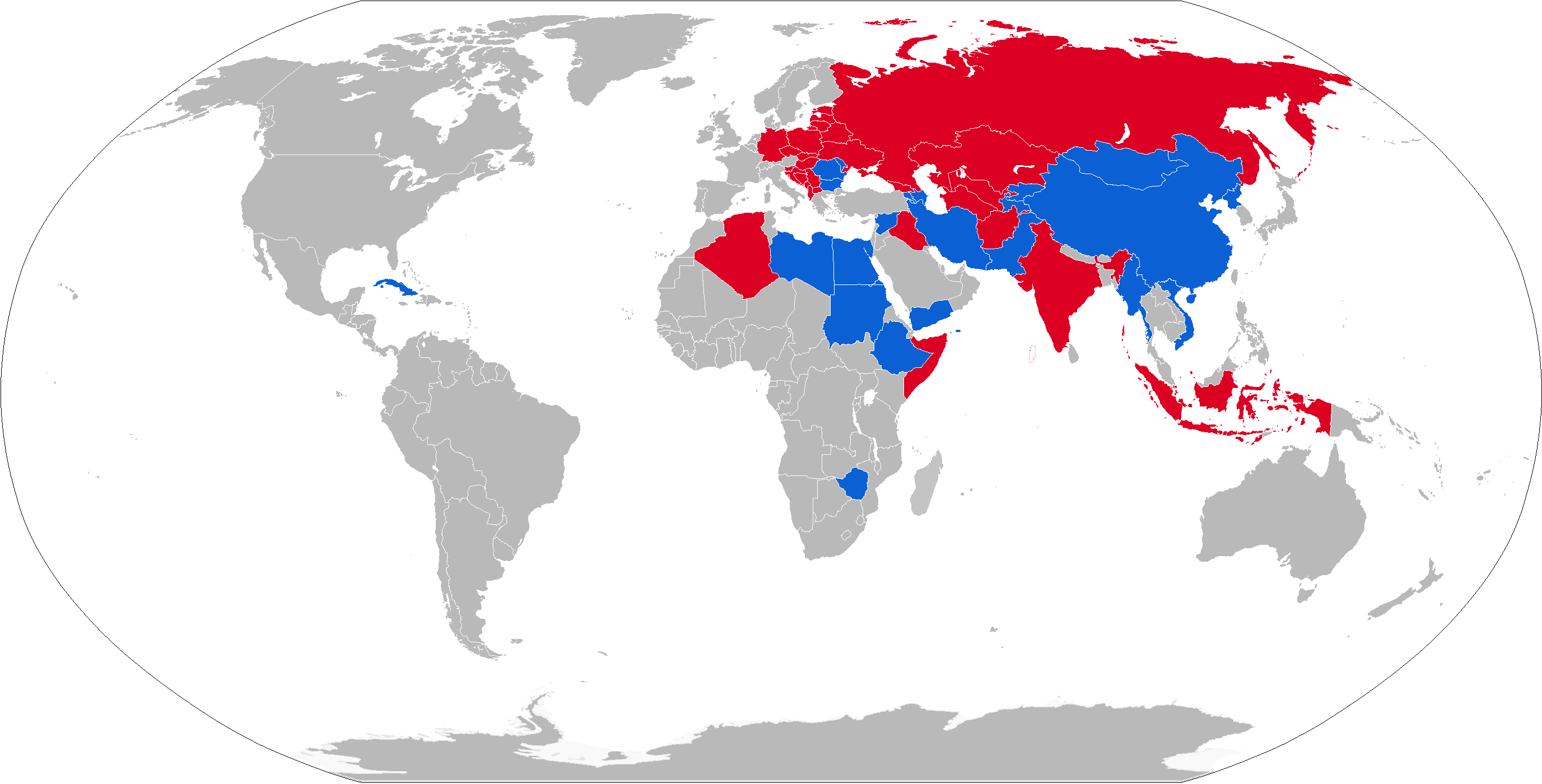
S-75의 현재 운용국

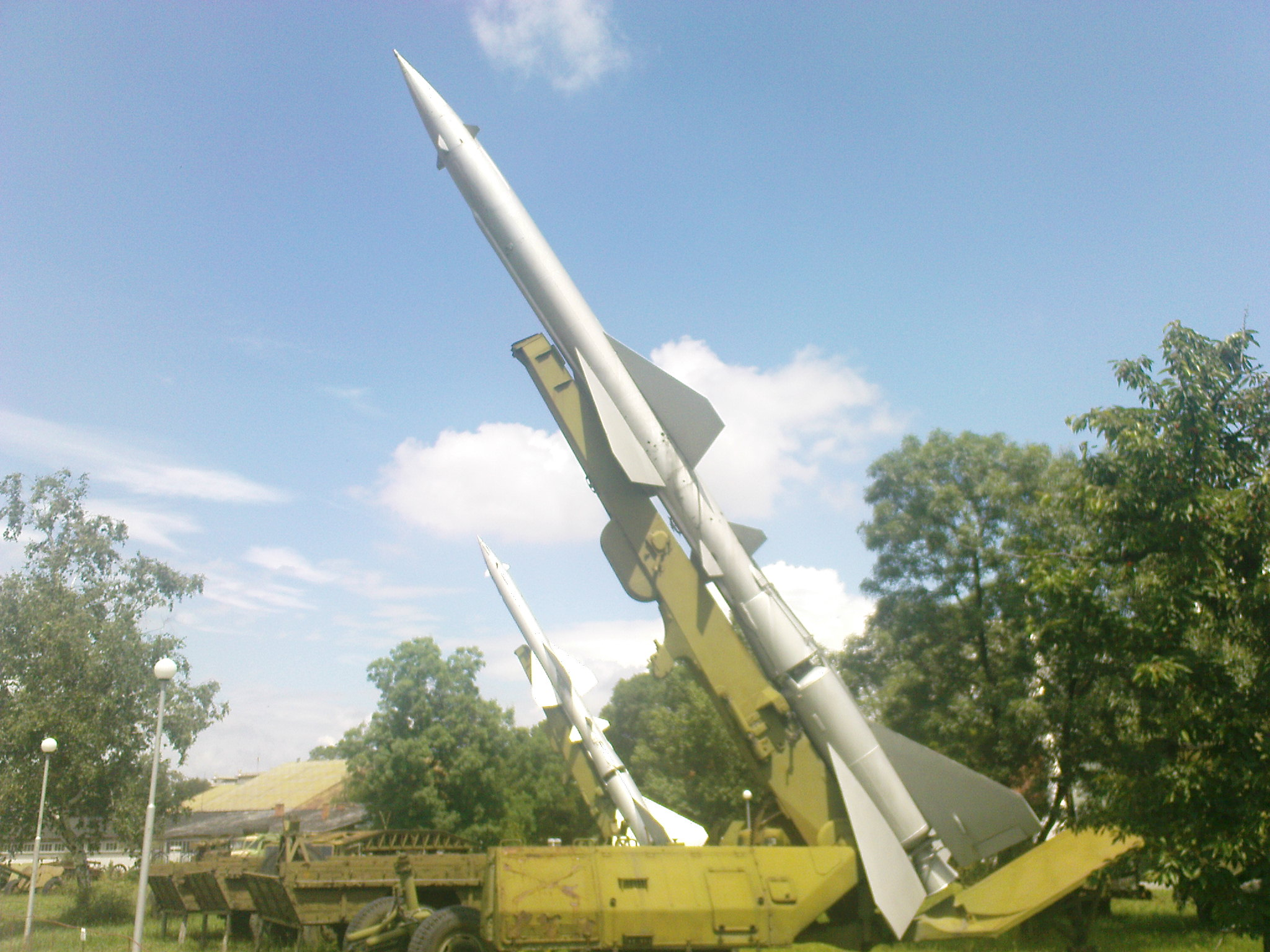
2대의 S-75 발사대

### 현재
- 아르메니아 - 250 대
- 불가리아 - 18 대, 퇴역예정
- 중화인민공화국
- 쿠바
- 이집트 - 240 대, 파생형 Tayer el-Sabah
- 이란 - 최대 45 대의 발사대, 중국산 HQ-2J, 국산화한 Sayyad-1.
- 키르기스스탄 - 약간
- 몽골
- 미얀마 - 250 대 (2008년)
- 조선민주주의인민공화국 - 최대 270
- 파키스탄
- 루마니아
- 소말리아
- 시리아 - 275 대
- 타지키스탄 - 약간
- 베트남
- 예멘
- 짐바브웨

### 이전
- 아프가니스탄
- 알제리
- 체코슬로바키아 - 23 대
- 동독
- 조지아[3]
- 헝가리
- 인도네시아
- 인도
- 이라크
- 폴란드
- 러시아
- 소련 - 후계국가로 이전
- 유고슬라비아 - 후계국가로 이전했지만 곧 퇴역하였다
- 소말리아 - 후계국가로 이전

## 같이 보기
- 피터 그루신 - S-75 미사일을 개발한 소련 영웅 과학자
- 파켈 기계설계국 - S-75 미사일을 개발한 연구소